# تشارلز ستين
تشارلز ستين هو جيولوجي وسياسي أمريكي، ولد في 1 ديسمبر 1919 في Caddo, Stephens County, Texas ‏ في الولايات المتحدة، وتوفي في 2006 في لوفلاند في الولايات المتحدة بسبب مرض آلزهايمر. انتخب عضو مجلس ولاية يوتا ‏.